# Antoine Uitdehaag
Antoine Uitdehaag (* 1951 in ’s-Hertogenbosch (Nordbrabant)) ist ein niederländischer Theaterregisseur und -intendant.
Er arbeitet seit 1978 als freier Regisseur und war von 1984 bis 1991 Intendant des Ro Theaters in Rotterdam.
Anfang der 1990er Jahre führte er erstmals in Deutschland am Württembergischen Staatstheater Stuttgart Regie, seither arbeitete er im gesamten deutschen Sprachraum, so z. B. am Schauspiel Leipzig, an den Münchner Kammerspielen, am Staatstheater Mainz, oder am Wiener Volkstheater.